# Liopholidophis dimorphus
Espèce
Statut de conservation UICN

 NT  : Quasi menacé
Liopholidophis dimorphus est une espèce de serpents de la famille des Lamprophiidae. 

## Répartition
Cette espèce est endémique du Nord de Madagascar.

## Description
L'holotype de Liopholidophis dimorphus, un mâle adulte, mesure 1 072 mm dont 457 mm pour la queue. Son dos est brun rougeâtre et sa face ventrale blanc à orange pâle.

## Étymologie
Son nom d'espèce, du grec ancien δι-, di-, « deux ou double », et μορφή, morphê, « forme », lui a été donné en référence à l'insolite dimorphisme sexuel dans la longueur de la queue, typique de l'ensemble des espèces du genre Liopholidophis mais exceptionnelles chez les Colubridae.

## Publication originale
- Glaw, Nagy, Franzen & Vences, 2007 : Molecular phylogeny and systematics of the pseudoxyrhophiine snake genus Liopholidophis (Reptilia, Colubridae): evolution of its exceptional sexual dimorphism and descriptions of new taxa. Zoologica Scripta, vol. 36, n. 4, p. 291–300 (texte intégral).